# ベルナルド・フェルナンデス・ダ・シルバ・ジュニオール
ベルナルド（Bernardo）ことベルナルド・フェルナンデス・ダ・シルバ・ジュニオール（Bernardo Fernandes da Silva Junior, 1995年5月14日 - ）は、ブラジル・サンパウロ出身のサッカー選手。VfLボーフム所属。ポジションはDF。
元ブラジル代表のベルナルド・フェルナンデス・ダ・シルバは実父。

## 経歴

### クラブ
2014年、カンピオナート・パウリスタ・セリエA2に所属するレッドブル・ブラジルでプロデビュー。2016年1月1日、姉妹クラブでオーストリアのレッドブル・ザルツブルクへ移籍。2月7日のアドミラ戦でザルツブルクでのデビューを果たした。
2016年8月28日、ドイツ・ブンデスリーガのRBライプツィヒへ5年契約で移籍。
2018年7月5日、プレミアリーグのブライトン＆ホーヴ・アルビオンへ4年契約で移籍。
2021年1月19日、オーストリア・ブンデスリーガのレッドブル・ザルツブルクへシーズン終了までのレンタル移籍で復帰した。
2021年7月2日、レッドブル・ザルツブルクへ完全移籍し、2024年までの契約を結んだ。
2023年8月2日、VfLボーフムに移籍した。

## 所属クラブ
- レッドブル・ブラジル 2014-2015

→ AAポンチ・プレッタ 2015 (loan)
- レッドブル・ザルツブルク 2016

→ FCリーフェリング 2016 (loan)
- RBライプツィヒ 2016-2018
- ブライトン＆ホーヴ・アルビオン 2018-2021

→ レッドブル・ザルツブルク 2021 (loan)
- レッドブル・ザルツブルク 2021-2023
- VfLボーフム 2023-

## タイトル

### クラブ
レッドブル・ザルツブルク
- オーストリア・カップ ： 2015-16, 2020-21, 2021-22
- オーストリア・ブンデスリーガ ： 2015-16, 2020-21, 2021-22